# Paulo Morelli
Paulo Morelli (né à São Paulo, en 1966) est un réalisateur, producteur et scénariste brésilien.

## Biographie
Biographie tirée du site Ados.fr:
"La passion de Paulo Morelli pour le cinéma remonte à son enfance. Tout jeune, il commence à faire de petits films avec sa caméra 8mm. S'il se lance ensuite dans des études d'architecture, il revient vite à ses premières amours. Il retourne derrière la caméra et crée dans les années 80 une société de production audiovisuelle avec des amis.
Il fonde ensuite O2 Filmes avec le réalisateur Fernando Meirelles et le producteur Andréa Barata Ribeiro. Au sein de cette nouvelle société, Paulo réalise diverses publicités et séries télévisées. En 2003, il signe deux longs métrages : O Preço da Paz et Speaker Phone. L'année suivante, il participe à la série télévisée La Cité des hommes, d'après La Cité de Dieu de son collègue Fernando Meirelles. En 2007, Paulo adapte la série au cinéma. La Cité des hommes, le film, sort en France en juillet 2008. "

## Filmographie
- 1997 : Lápide
- 2002 : La Cité de Dieu (Cidade de Deus)
- 2003 : Viva Voz
- 2003 : O Preço da Paz
- 2005 : Les Enfants invisibles (All the Invisible Children)
- 2007 : La Cité des hommes (Cidade dos Homens)
- 2011 : Zero Lux